# اسوینک (اکلاهما)
اسوینک(به انگلیسی: Swink) شهری در ایالت اکلاهما کشور ایالات متحده آمریکا است که جمعیت آن در سرشماری سال ۲۰۱۰ میلادی، ۶۶ نفر بوده‌است.